# Rudi Völler
Rudolf "Rudi" Völler (Hanau, 13 de abril de 1960), é um ex-futebolista e ex-treinador alemão.

## Carreira

### Jogador
Völler era um centroavante rápido, e de estilo oportunista. Entre seus feitos na seleção alemã, destacam-se a conquista da Copa do Mundo de 1990, e o segundo lugar na Copa do Mundo de 1986, na qual marcou um gol na partida final contra a Argentina. Como treinador da seleção de seu país, Völler sofreu com a entressafra de talentos no futebol germânico, mas mesmo assim, conseguiu levar uma limitada Alemanha à final da Copa do Mundo de 2002 contra o Brasil.
Do Munique 1860, clube no qual foi revelado, foi para a equipe do Werder Bremen, e conquistou a Bundesliga  em 1986. Em 1987 foi transferido para a A.S. Roma, onde ganhou a Copa da Itália, em 1991.
Em 1992, Völler foi para o Olympique Marselha, ganhando a Champions League, em 1993. 
Voltou para a Alemanha, para o Bayer Leverkusen, em 1994, onde terminou sua carreira como um jogador em 1996 e começou uma carreira na gerência do clube. Völler foi chamado noventa vezes para a equipe nacional, marcando 47 gols, incluindo 8 em jogos de copa do mundo. Era membro da equipe que ganhou a Copa do Mundo de 1990. Durante o jogo contra os Países Baixos, Völler e Frank Rijkaard foram expulsos, pois um havia cuspido no outro.
Völler jogou também a Eurocopa de 1984, a Copa do Mundo de 1986, a Euro 88, a Euro 92, e a Copa do Mundo de 1994.

### Como Treinador
Após uma Euro 2000 decepcionante para a equipe alemã, tendo como técnico Erich Ribbeck, a federação alemã (DFB) apontou Völler como o novo treinador. Inicialmente, seria apenas por um ano, mas estendeu seu contrato, quando seu  sucessor, Christoph Daum, foi envolvido em um escândalo de drogas. Rudi conduziu à equipe a uma final surpreendente na Copa do Mundo de 2002, com um time limitado.
Após uma saída na primeira fase da Euro 2004, ele renunciou ao cargo, em 22 de julho de 2004.
Depois de sua renúncia da seleção nacional alemã, Völler treinou momentaneamente a A.S. Roma em 2004. Acabou pedindo demissão depois de choques com Cesare Prandelli, e resultados ruins, além de muitos desentendimentos com Antonio Cassano.
Völler voltou ao Bayer Leverkusen, sendo nomeado gerente de futebol do time, em 16 de setembro de 2005, no entanto, acabou sendo substituído por Michael Skibbe.

### Popularidade
Mas Völler é ainda extremamente popular na Alemanha. Sempre que os alemães veêm Völler em público, chamam: "Ruuuudi". Mesmo quando o time nacional conseguiu somente resultados modestos, Völler nunca perdeu sua popularidade com o público alemão soube que estava conseguindo tanto quanto possível com um time relativamente limitado. Já Berti Vogts, que treinou a equipe antes de Völler, foi crucificado por todos, mesmo durante períodos de sucesso com o time alemão, imensamente talentoso. O público perdoou Völler, mesmo quando durante uma entrevista na TV, em setembro de 2003, quando ele perdeu a cabeça e pronunciou palavrões atacando o apresentador Waldemar Hartmann, a fim de defender sua equipe dos ataques da imprensa.
Völler ganhou-se o apelido afetivo, de "Tante Käthe" ("tia Kathie"), devido a seu cabelo cinzento, apelido dado pelos amigos de sua cidade natal, Hanau.

## Títulos
Roma
- Coppa Italia: 1990–91

Olympique de Marseille
- Liga dos Campeões da UEFA: 1992–93

Alemanha
- Copa do Mundo FIFA: 1990

### Artilharias
- 2. Bundesliga de 1981–82 (37 gols)
- Bundesliga de 1982–83 (23 gols)
- Coppa Italia de 1990–91 (4 gols)